# Sammanbindningsbanan (järnväg)
För en lång korridor i Riksdagshuset, se Sammanbindningsbanan (riksdagshuset)

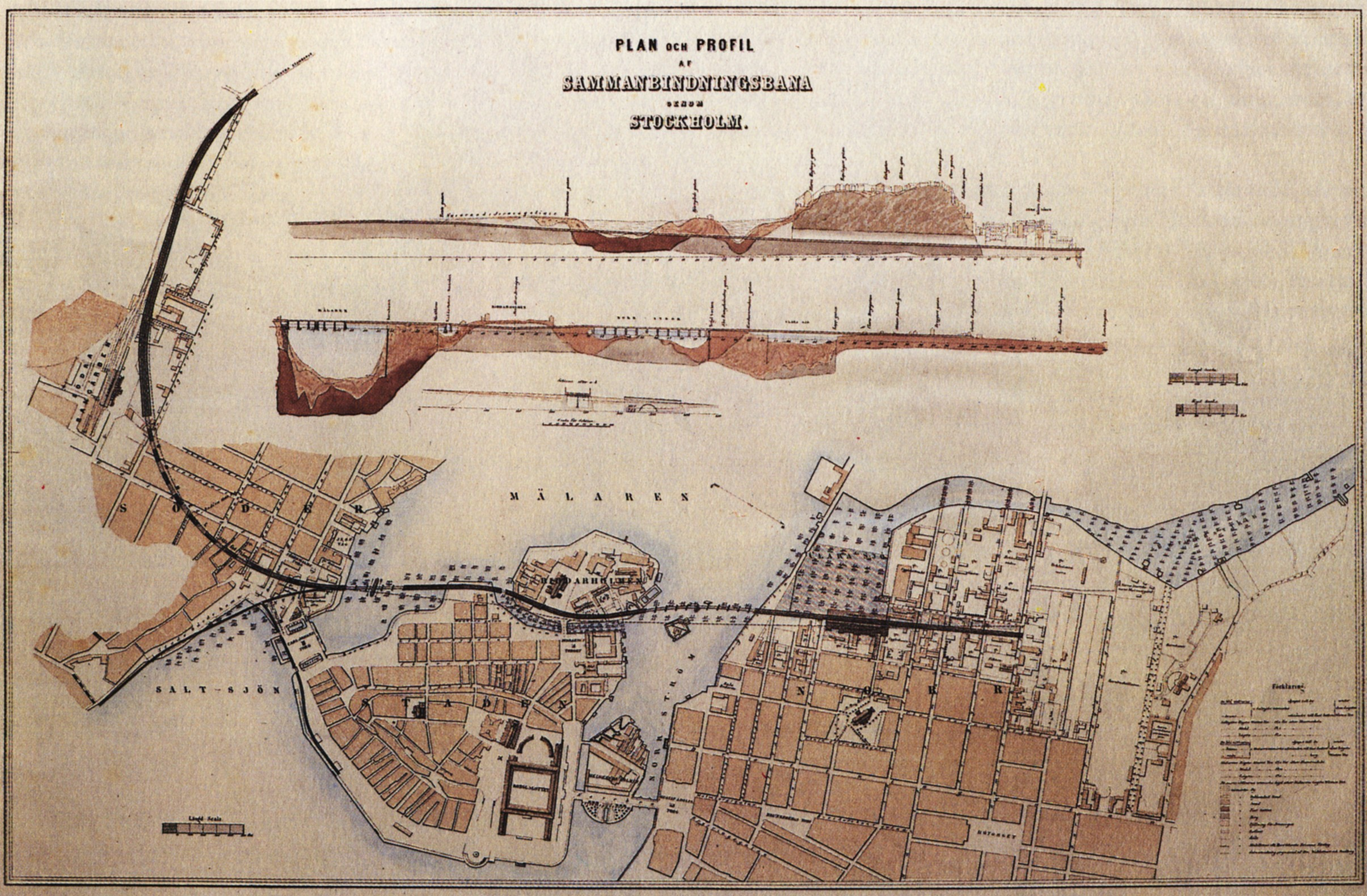
"Plan och profil af Sammanbindningsbanan genom Stockholm"
Presentationsplan från 1870-talet, norr är till höger.

Sammanbindningsbanan är en benämning använd för två spårförbindelser genom Stockholms innerstad, båda tillkomna för att binda samman tidigare befintliga banor. Båda förbindelserna är sedan länge helt integrerade i järnvägsnätet respektive tunnelbanan och benämningen används endast om historiska förhållanden.

## Stambanan

### Historik 1800-tal

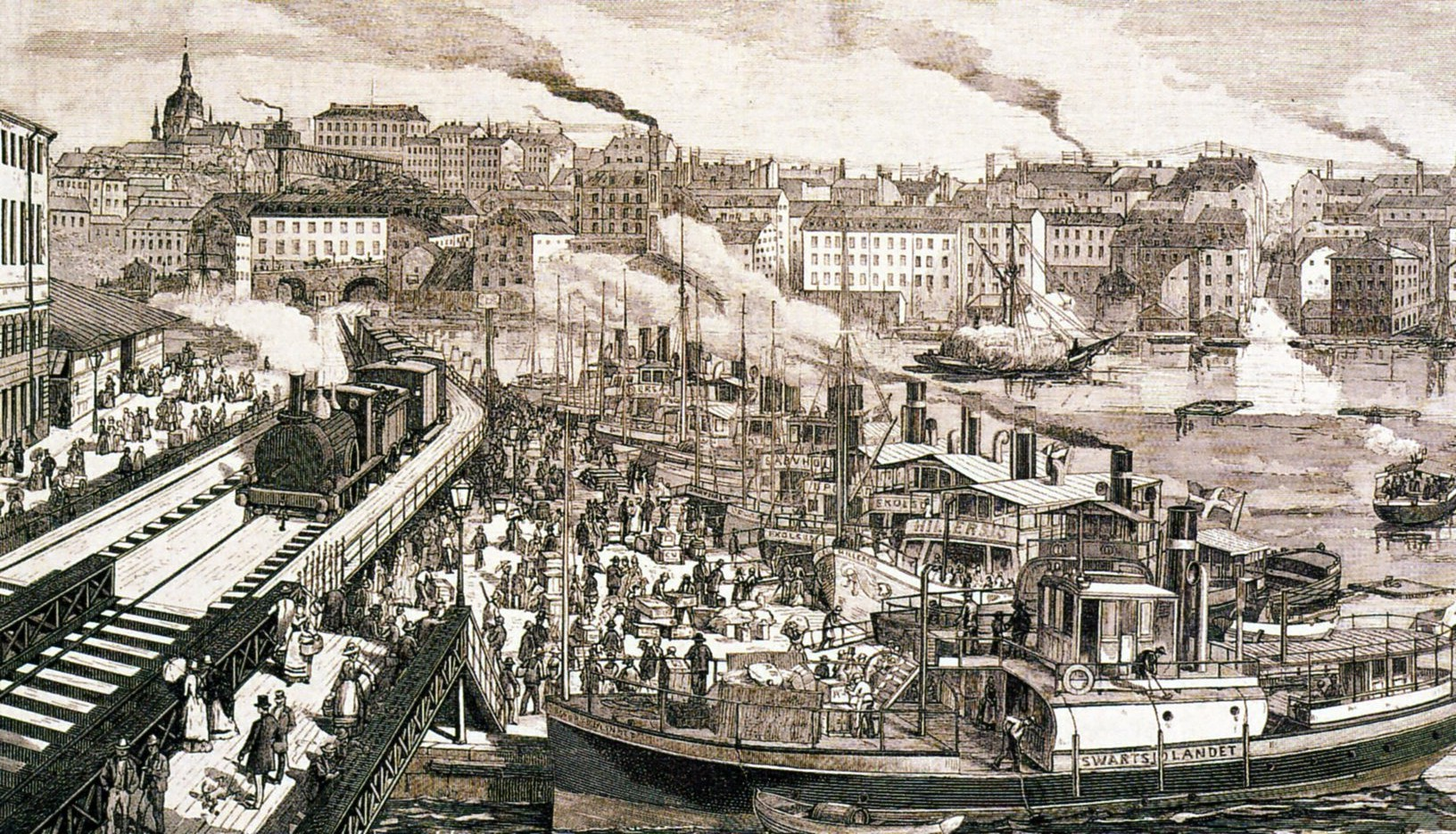
Tåget lämnar Södermalms tunnlar. Till höger syns trängseln vid Munkbrohamnen. Ny Illustrerad Tidning, 1886

Västra stambanan öppnades från Stockholm söderut år 1860. Sex år senare öppnade Norra stambanan norrut. Dessa hade varsin station, Stockholms södra på Södermalm och Stockholms norra på Norrmalm. För att möjliggöra genomgående trafik mellan dessa slutstationer byggdes därför den så kallade "Sammanbindningsbanan". Banans sträckning hade diskuterats länge och många olika förslag lades fram. Inte alla var entusiastiska och i ett ställningstagande till järnvägsbyggnadsprojektet genom Stockholm yttrade Prästeståndet 1856:
 "På de fantastiska förslagen om anläggande af en jordvall öfver Riddarholmsfjärden, en stor bangårdsbyggnad med pålar och fyllning i Klara sjö och dess sumpiga trakter, en under Södermalm gräfd och sprängd underjordisk väg till Fatburssjön med mera af dylik vidunderlig beskaffenhet, kan jag för min del icke fästa något afseende".
Det blev till sist ingenjören Nils Ericsons förslag som genomfördes. Det var den andra tvåspåriga järnvägssträckningen (efter Tanto–Liljeholmen 1868) i Sverige och invigdes den 17 juli 1871. Dubbelspåret blev dock icke operativt som sådant förrän 1908. Dessförinnan hade de räknats som två parallella enkelspår. Samtidigt som denna bansträcka togs i bruk öppnades också Stockholms centralstation. Sträckan byggdes nästan helt på bro eller i tunnel. Det var på sin tid Sveriges dyraste järnvägsprojekt (per km) med en kostnad på två miljoner riksdaler per kilometer i 1870 års penningvärde. Järnvägar (enkelspåriga) brukade kosta 50 000–100 000 per km vid denna tid.

### Historiska illustrationer från 1870-talet

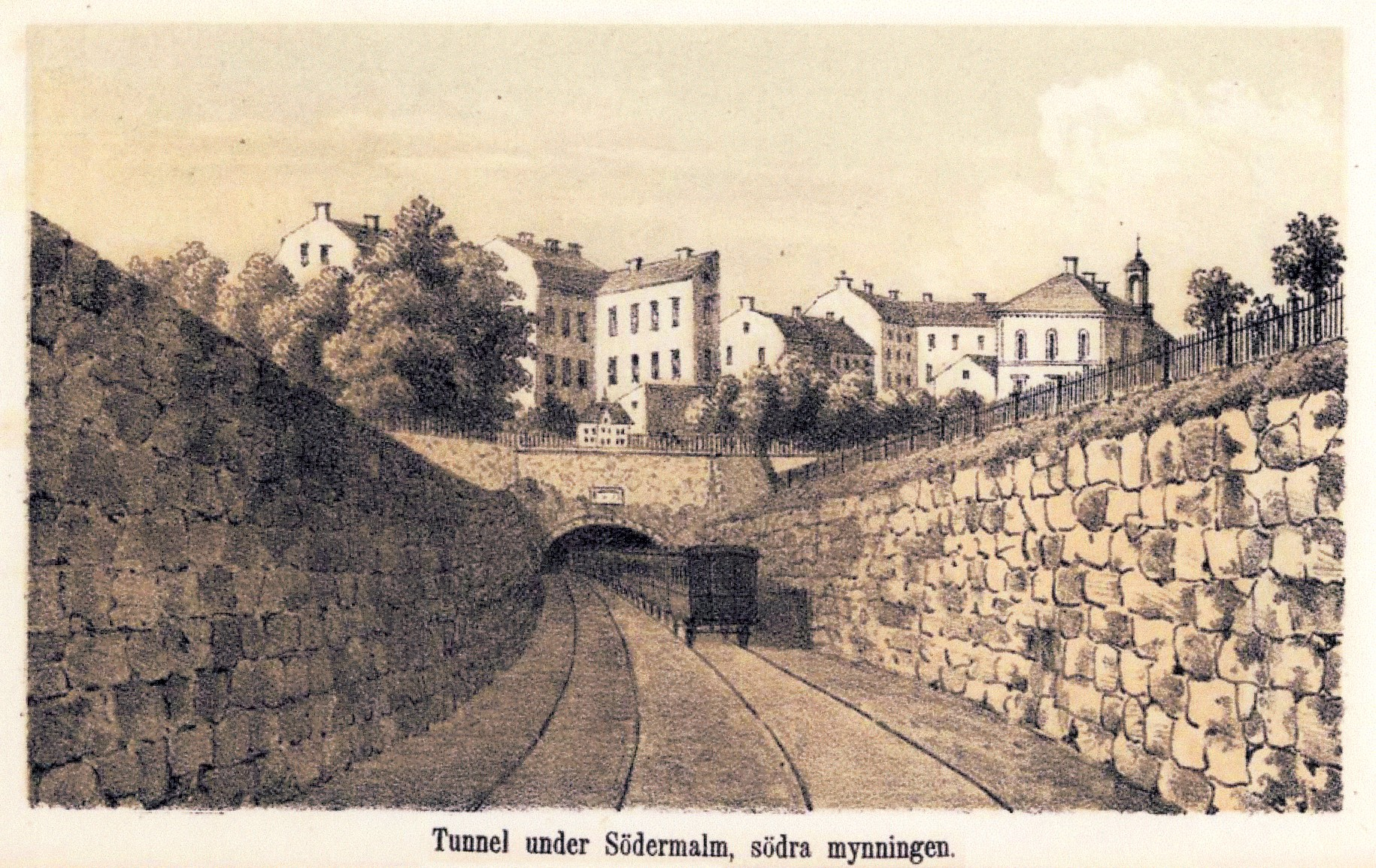
Södra tunnelinfarten på Södermalm
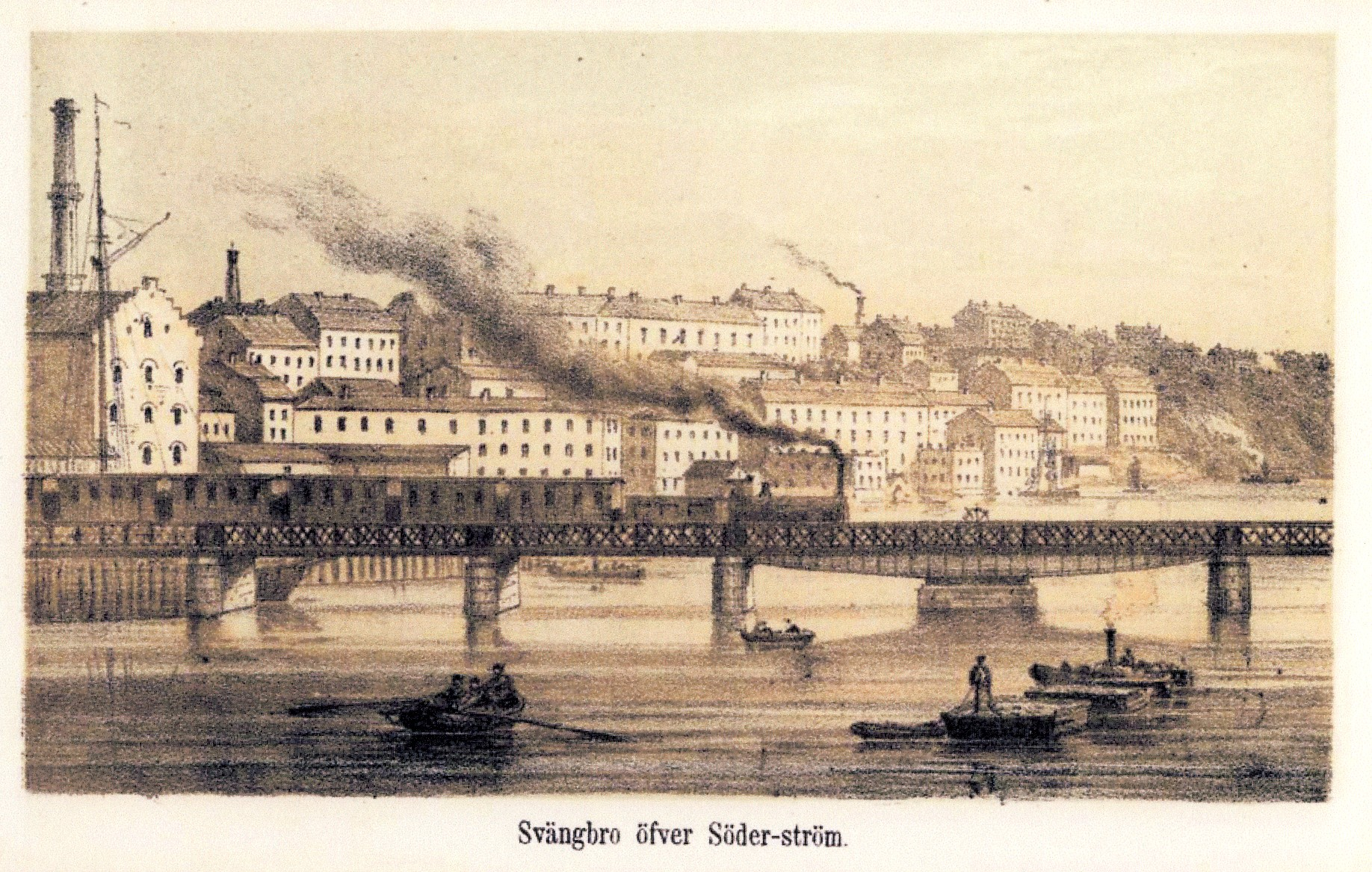
Svängbron över Söderström
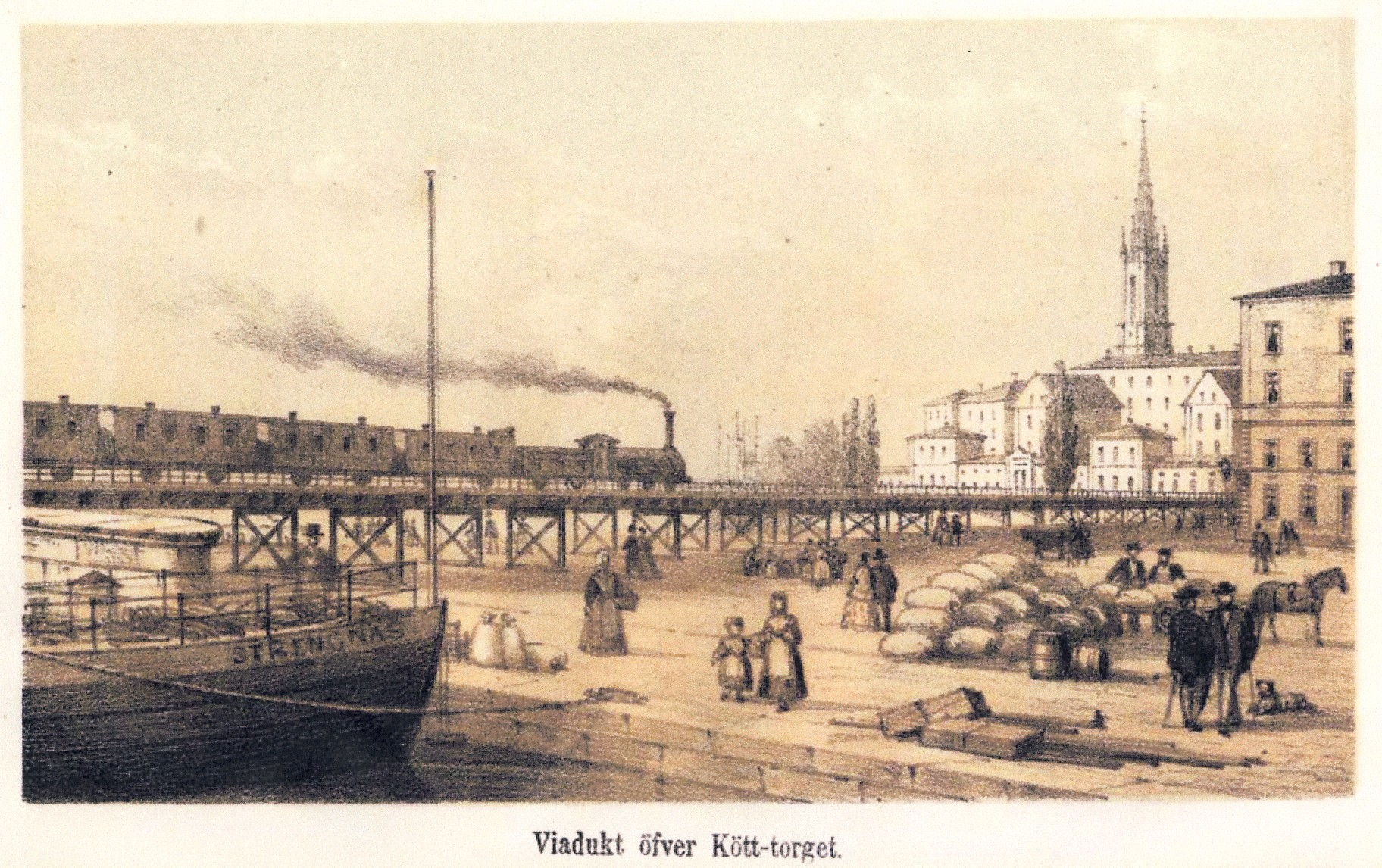
Passagen över Mälartorget
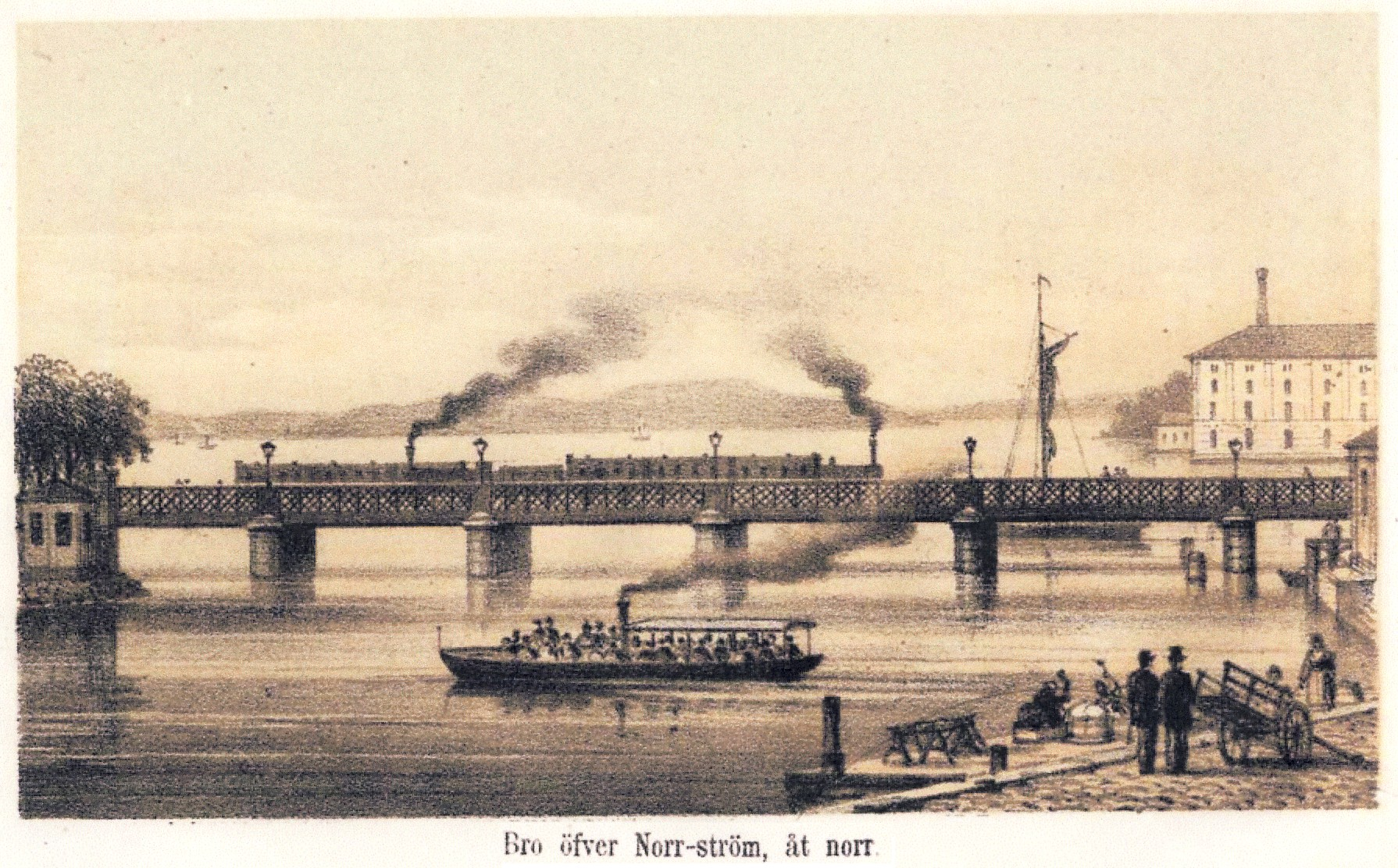
Bron över Norrström

### Historik 1900-tal

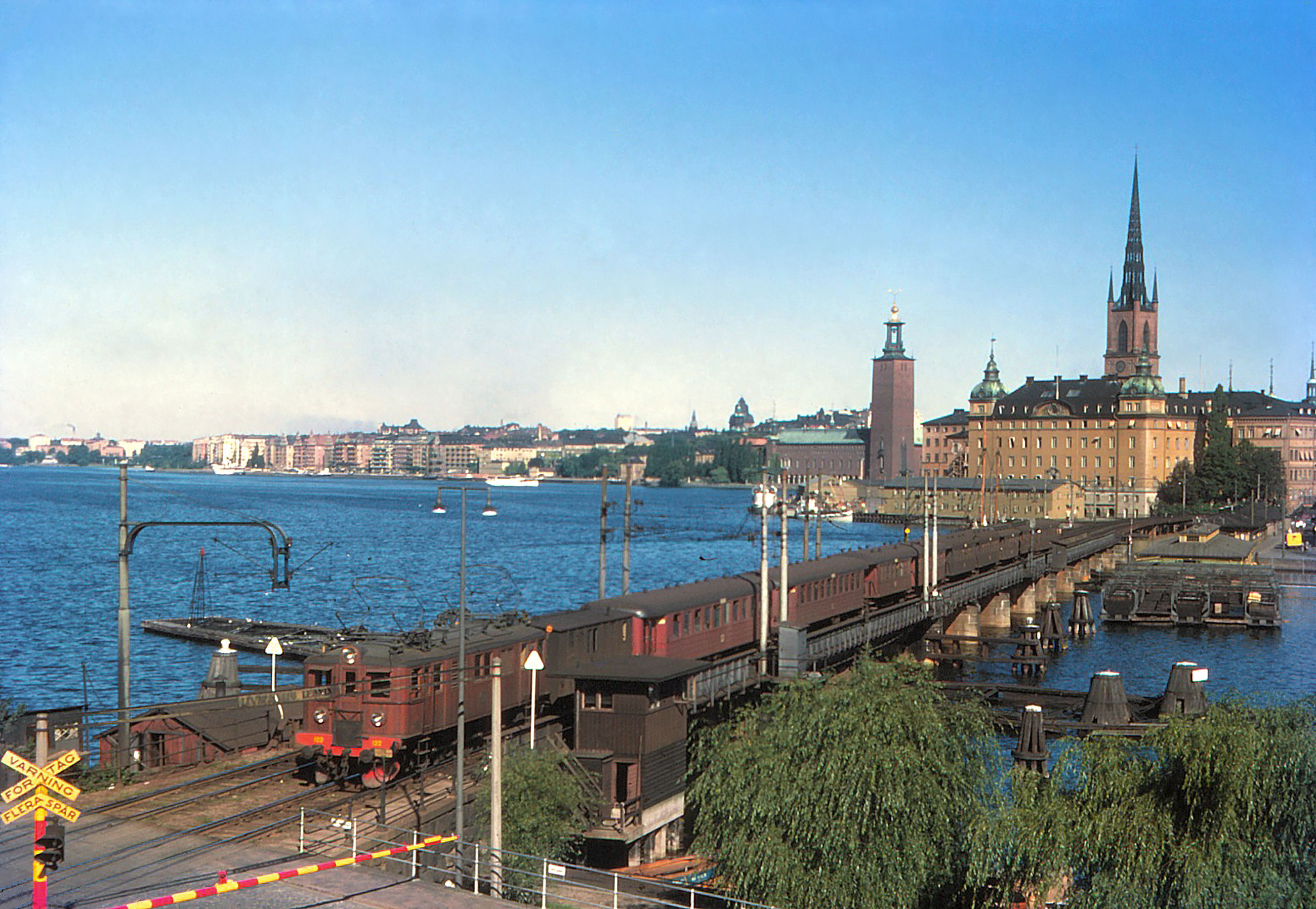
Sammanbindningsbanan sedd från Södermalm omkring 1948. Bron låg på samma plats som dagens Söderströmsbron för tunnelbanan.

1925 publicerades ett betänkande med förslag att flytta södra stambanan till en ny sträckning från västra Södermalm till Kungsholmen över Smedsudden.
Järnvägen har lagts om flera gånger. Södra tunneln under Södermalm lades om i samband med Centralbrons tillkomst i början av 1950-talet. På 1950-talet genomfördes även flera ändringar i samband med utbyggnaden av tunnelbanan och under 1960-talet, då plankorsningen vid Tegelbacken, ”Tegelbackseländet”, ersattes med en planskild korsning.
Den senaste förändringen var när nuvarande Stockholm Södra byggdes på 1980-talet.  Bandelen ingår helt i Västra stambanan (officiellt sedan 1912). Kapacitet är endast två spår och passagen förbi Gamla stan kallas i debatten ofta för ”getingmidjan”. Trafikmängden har höjts efter hand, och efter förändringar av signalsystemet och växlarna år 2006 kan det gå 56 tåg per timme (28 per riktning).

### Nutida bilder, Stambanan

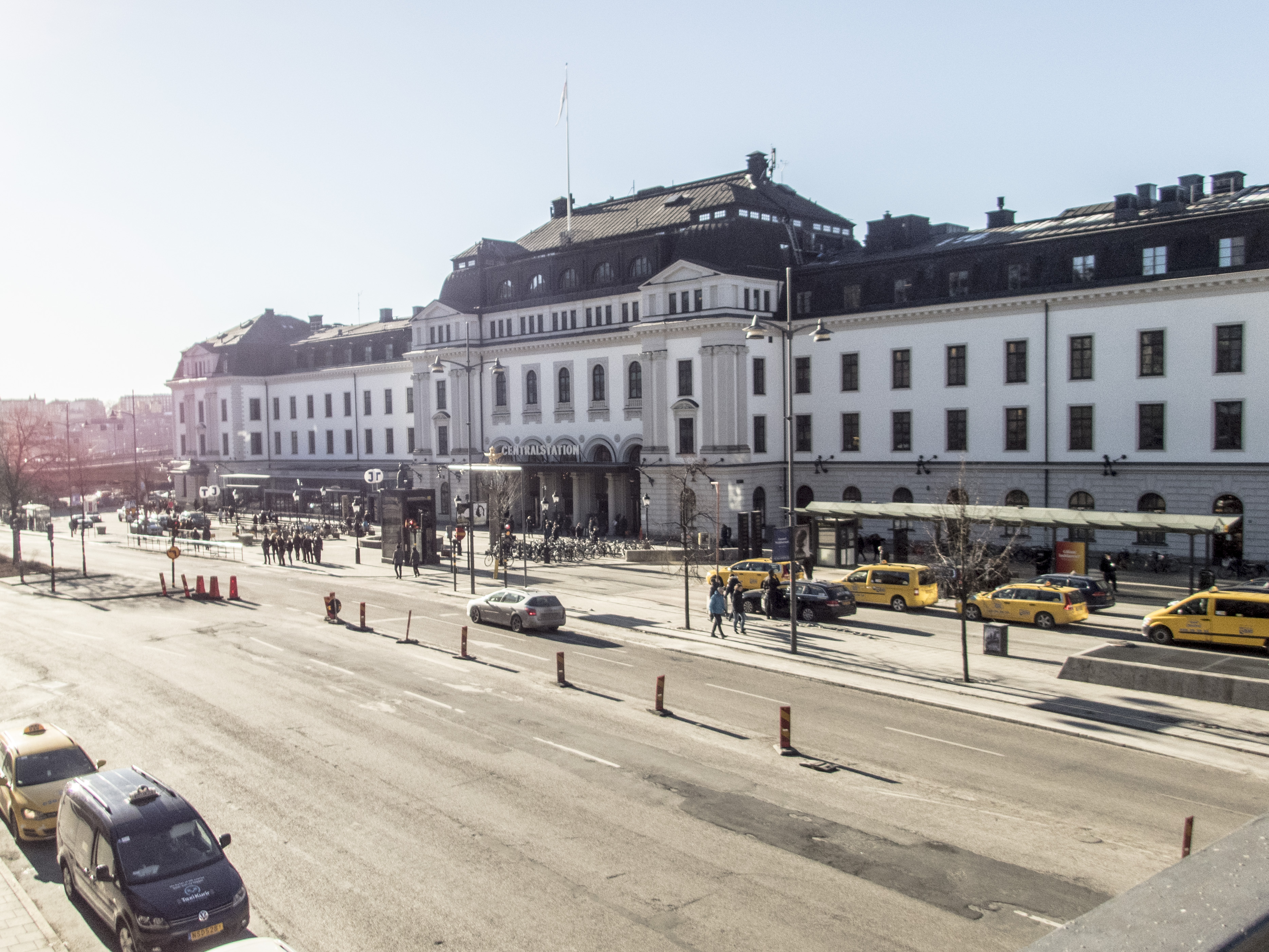
Stockholms centralstation är en del av Sammanbindningsbanan
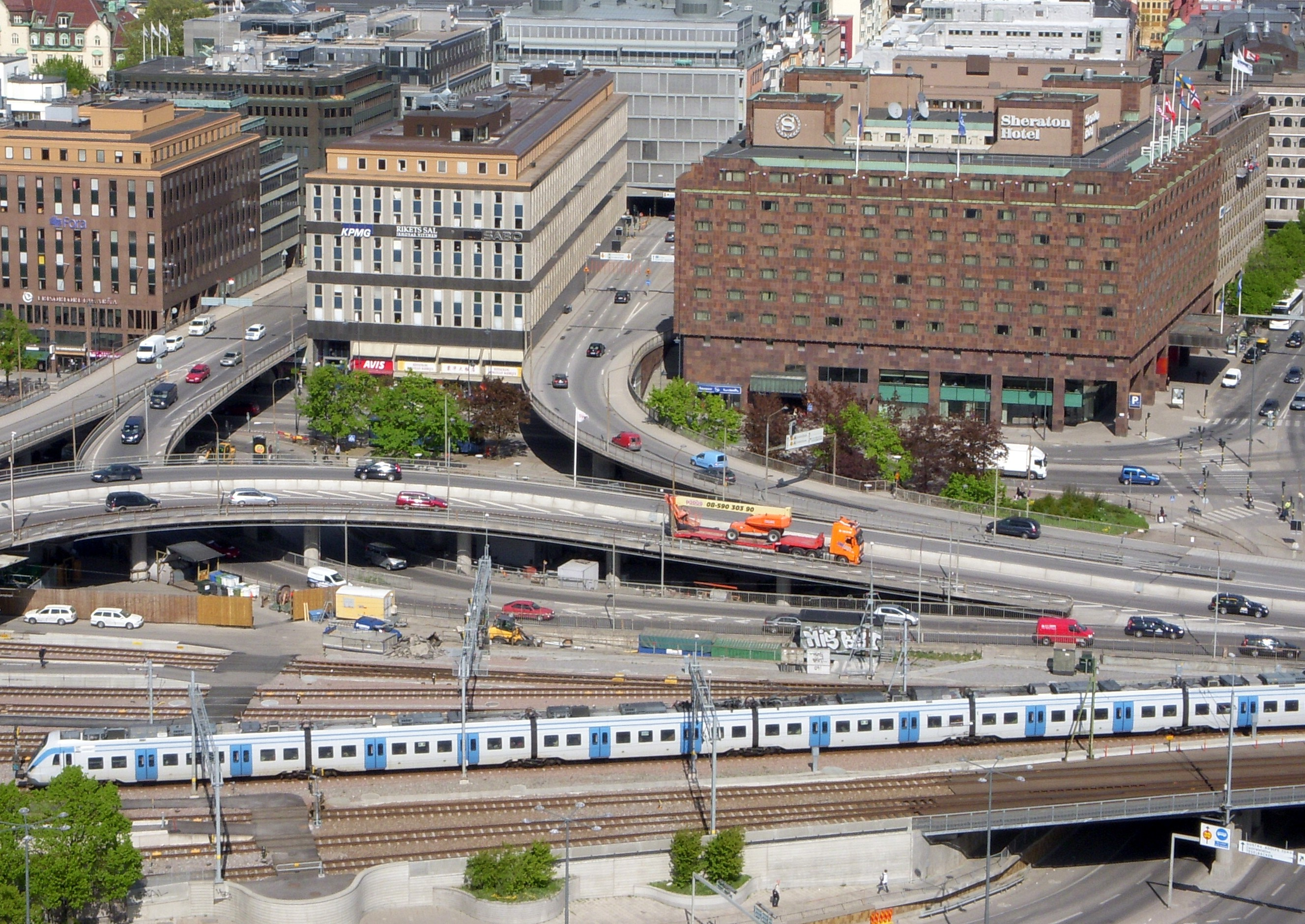
Banan vid Tegelbacken
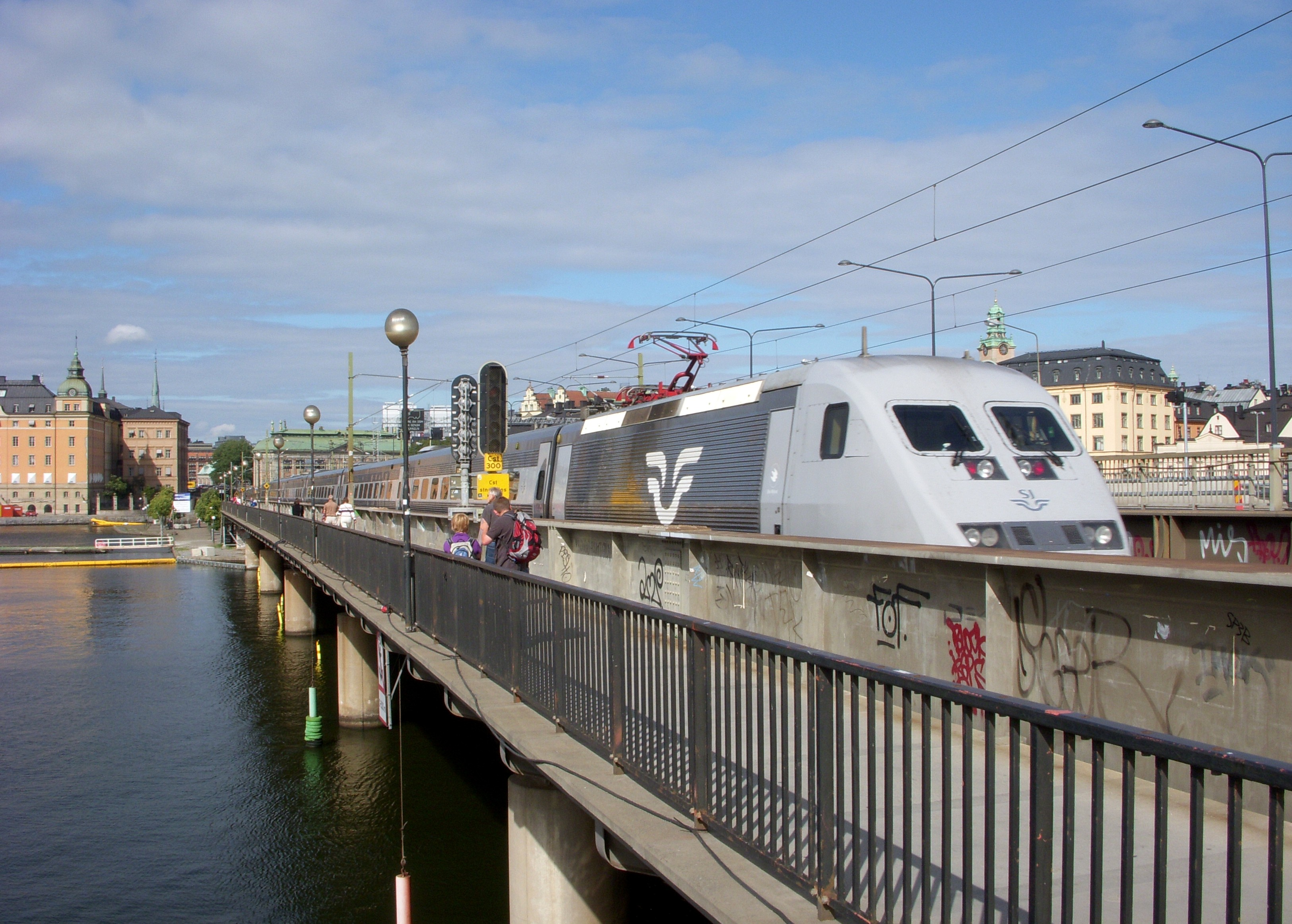
Tåg på järnvägsbron över Söderström 2009
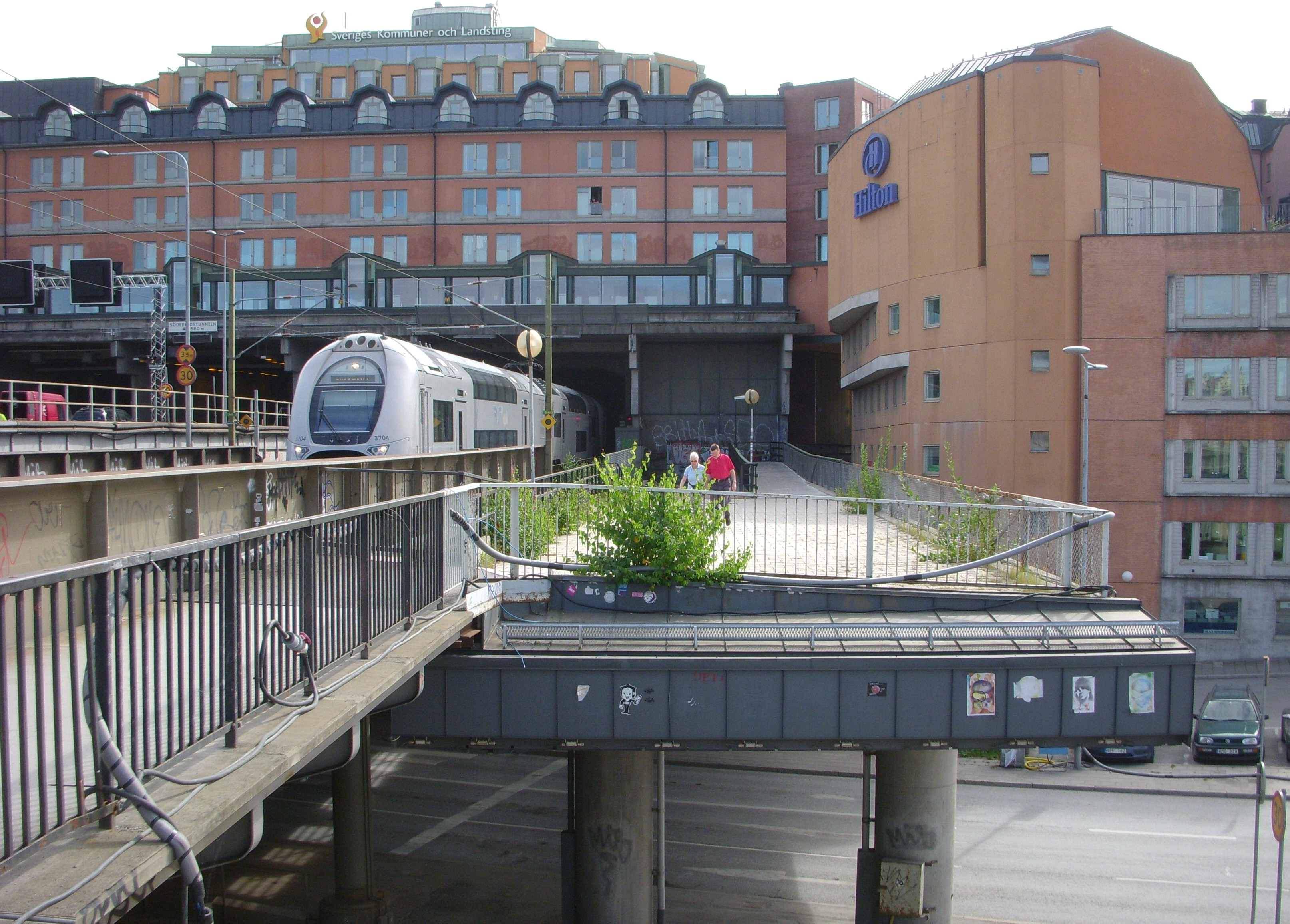
Tunneln mot Södermalm och ofullbordade "Tredje spåret"

### Tredje spåret
Under en längre period på 1970-90-talet planerades ett tredje spår för att öka tågkapaciteten genom "getingmidjan". Planerna lades ner på 1990-talet till förmån för två nya spår i tunnel, Citybanan. Den sistnämnda lösningen ger mycket högre kapacitet och ett bättre framtidsperspektiv. Dessutom är området mellan Gamla stan och Riddarholmen historiskt känsligt och av riksintresse, med bland annat Riddarholmskyrkan. Tredje spåret diskuterades på nytt år 2006 efter maktskiftet i Stockholms stadshus, delvis på grund av kraftigt ökande kostnader för Citybanan, men lades snart ner igen. Det som finns kvar av "Tredje spåret" är en påbörjad viadukt över Söder Mälarstrand (i folkmun kallad "bockfoten") samt cirka 300 meter färdig tunnel under kvarteret Överkikaren.

### Renoveringen av ”Getingmidjan”

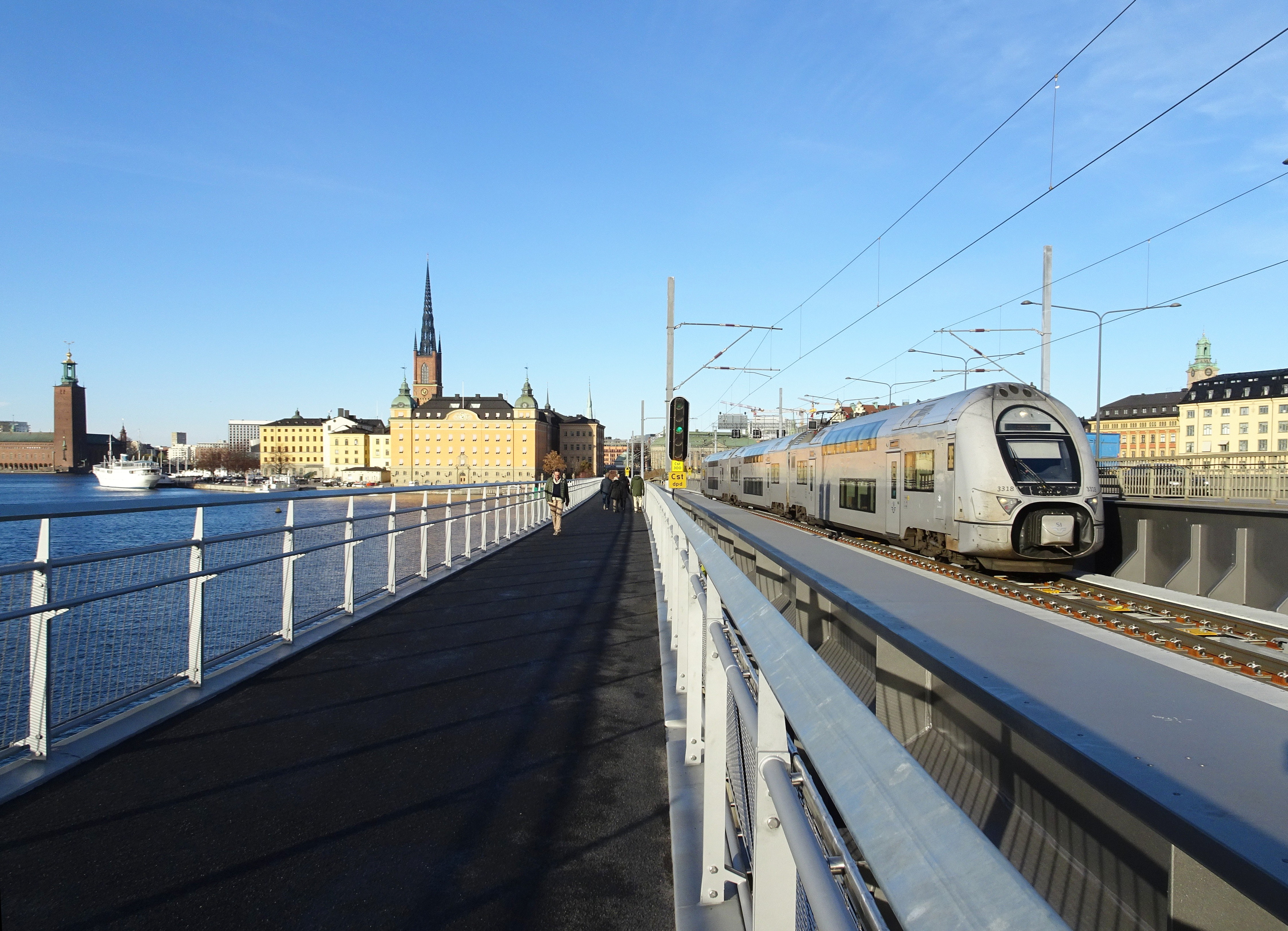
Nya bron över Söderström, 2019.

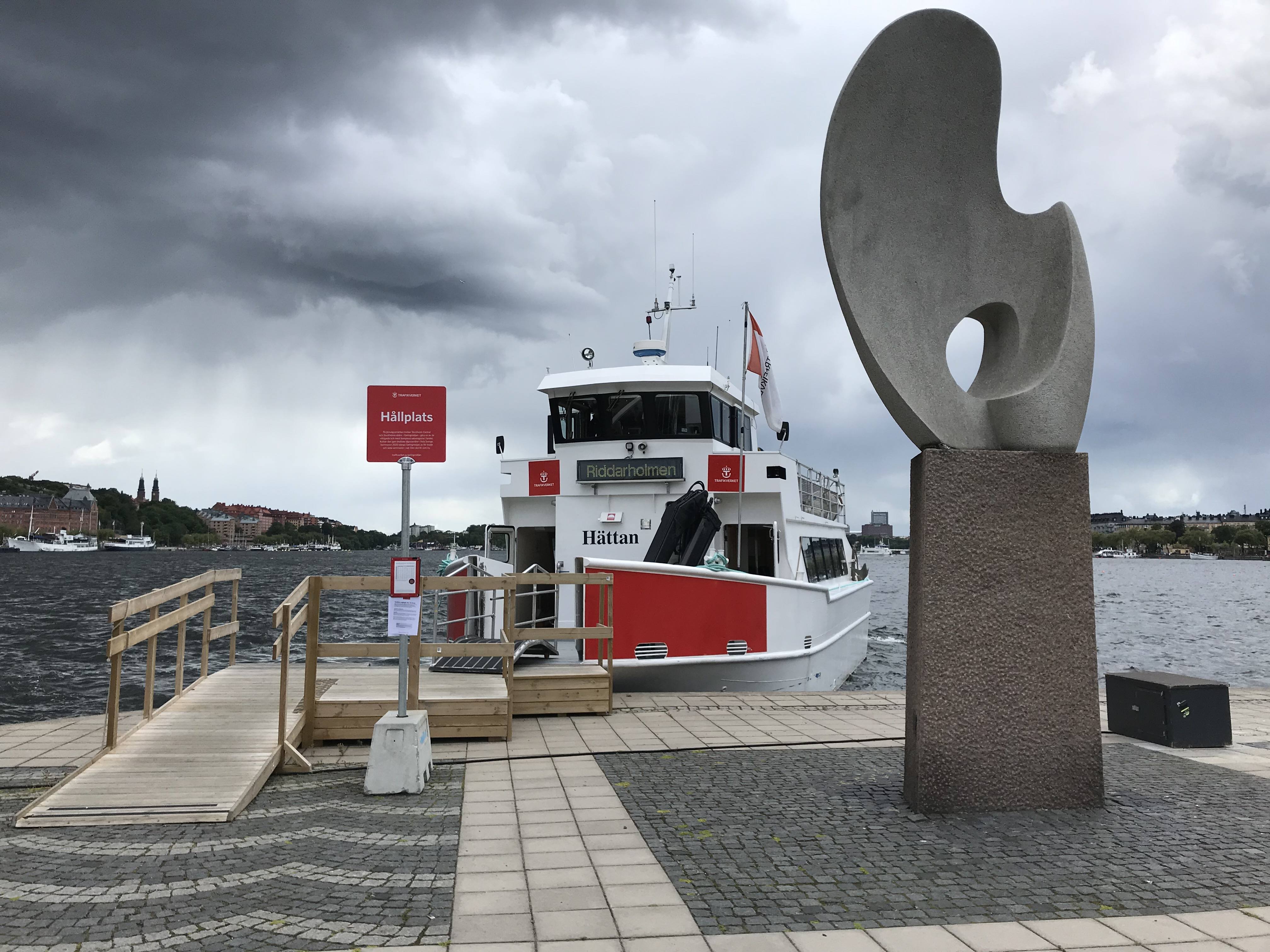
Pendelbåten M/S Hättan ersatte gång- och cykelbanan över Norrström mars 2020 - mars 2021, då hon trafikerade sträckan Klara Mälarstrand-Riddarholmen i Trafikverkets regi.

Järnvägssträcken mellan Stockholms central och Stockholms Södra byggdes till stora delar under 1950-talet och hade ett stort upprustningsbehov till följd av en hård belastning på sträckan. 1919 körde tio tåg per dag över sträckan, och trafikeringen ökade väsentligt under 1900-talet. Motsvarande antal 2016 var 600 tåg per dag. Eftersom alternativ till sträckan inte funnits har bara lättare upprustning förekommit. Järnvägen på sträckan har två spår och är cirka två kilometer lång. I och med att Citybanan 2017 avlastat sträckan från tidigare 600 tåg per dag till närmare hälften kunde mera genomgripande renovering och reparation utföras. Under somrarna 2018, 2019 och 2020 stängdes därför sträckan mellan Stockholms central och Stockholms södra av helt. Avstängningens tid varade vid varje tillfälle i åtta veckor. Fjärrtåg och regionaltåg vände vid Stockholms södra eller Flemingsberg, där passagerare fick byta till SL-tåg. Sträckan har benämnts som ”Getingmidjan” i och med alla tåg samsades på två spår innan Citybanan blev klar. Innan västra Årstabron färdigställdes ingick hela sträckan från Årsta till centralstationen under denna benämning.
I upprustningen ingick bland annat broarna över Tegelbacken, Norrström, Söderström och Söder Mälarstrand samt gång- och cykelvägen längs med dem. I projektet ingick även renovering av tunneln under Södermalm och tunneln på Riddarholmen samt ombyggnad av Södra station. Åtgärderna handlade bland annat om förstärkning av broarnas grundläggning, byte av brobanor och reparation av betongkonstruktioner i tunnlarna. Under sommaren 2019 byttes bron över Söderström. Den gamla broöverdelen demonterades i bitar och en ny 200 meter lång brosektion lyftes på plats. Under sommaren 2020 byttes bron över Norrström. Liksom bron över Söderström demonterades bron i bitar och ersattes av två brodelar som sedan sammanfogades till en längd av 250 meter. Upprustningen färdigställdes 2021 och kostnadsberäknades till 3,2 miljarder kronor.

### Bilder på renoveringen

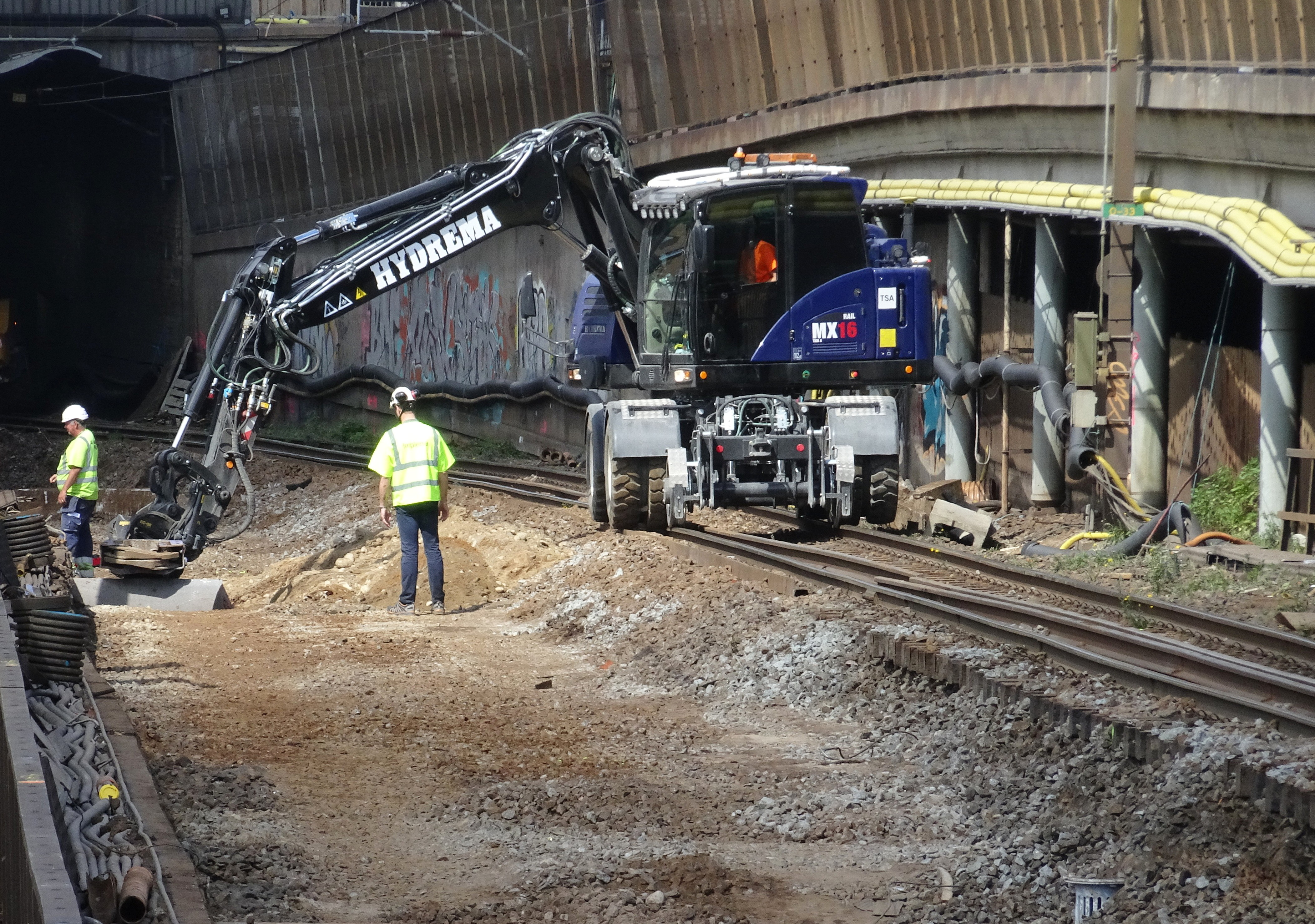
Rivning av spår och spårunderbyggnad, juli 2018.
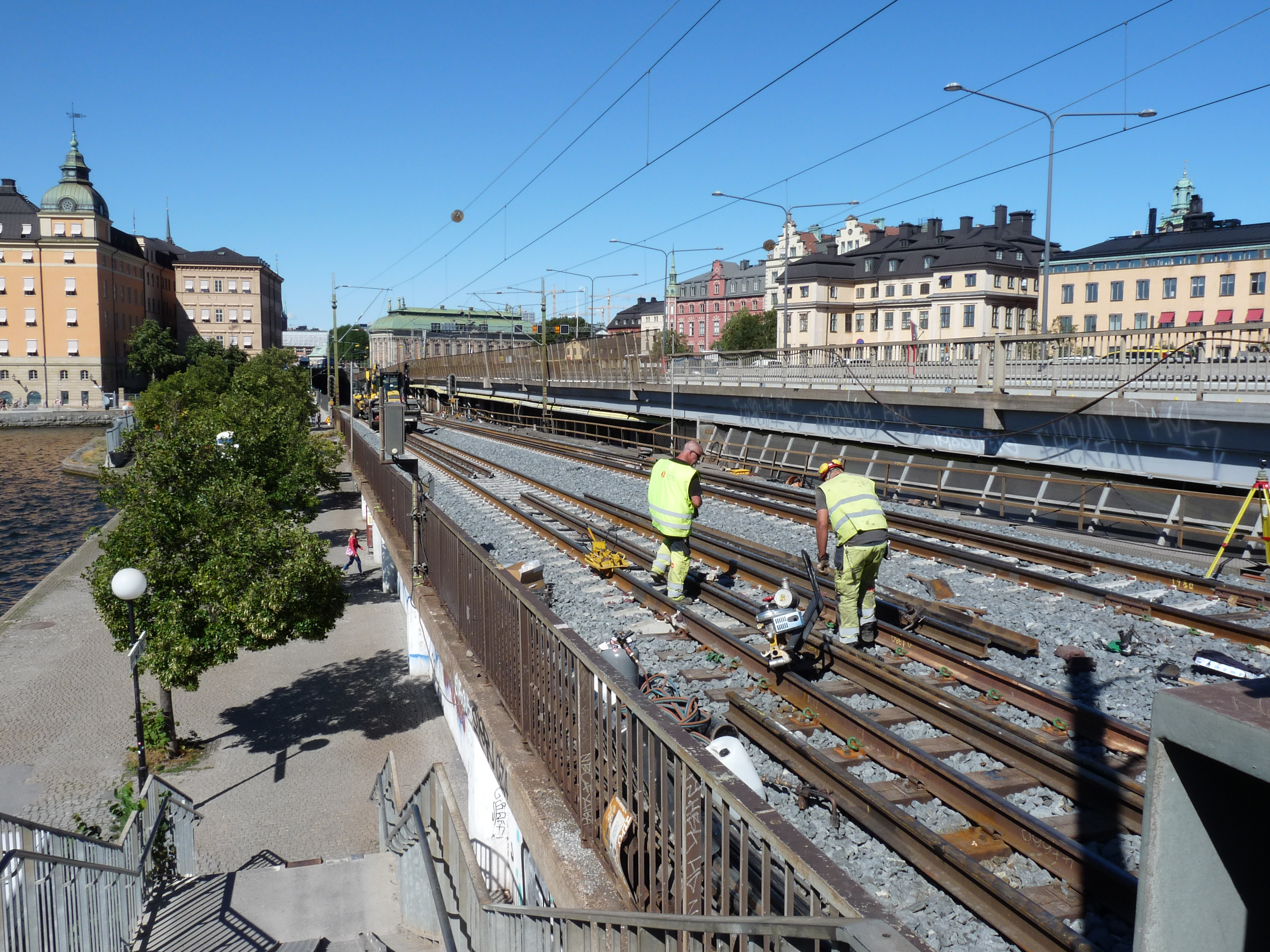
Nya spår läggs i augusti 2018.
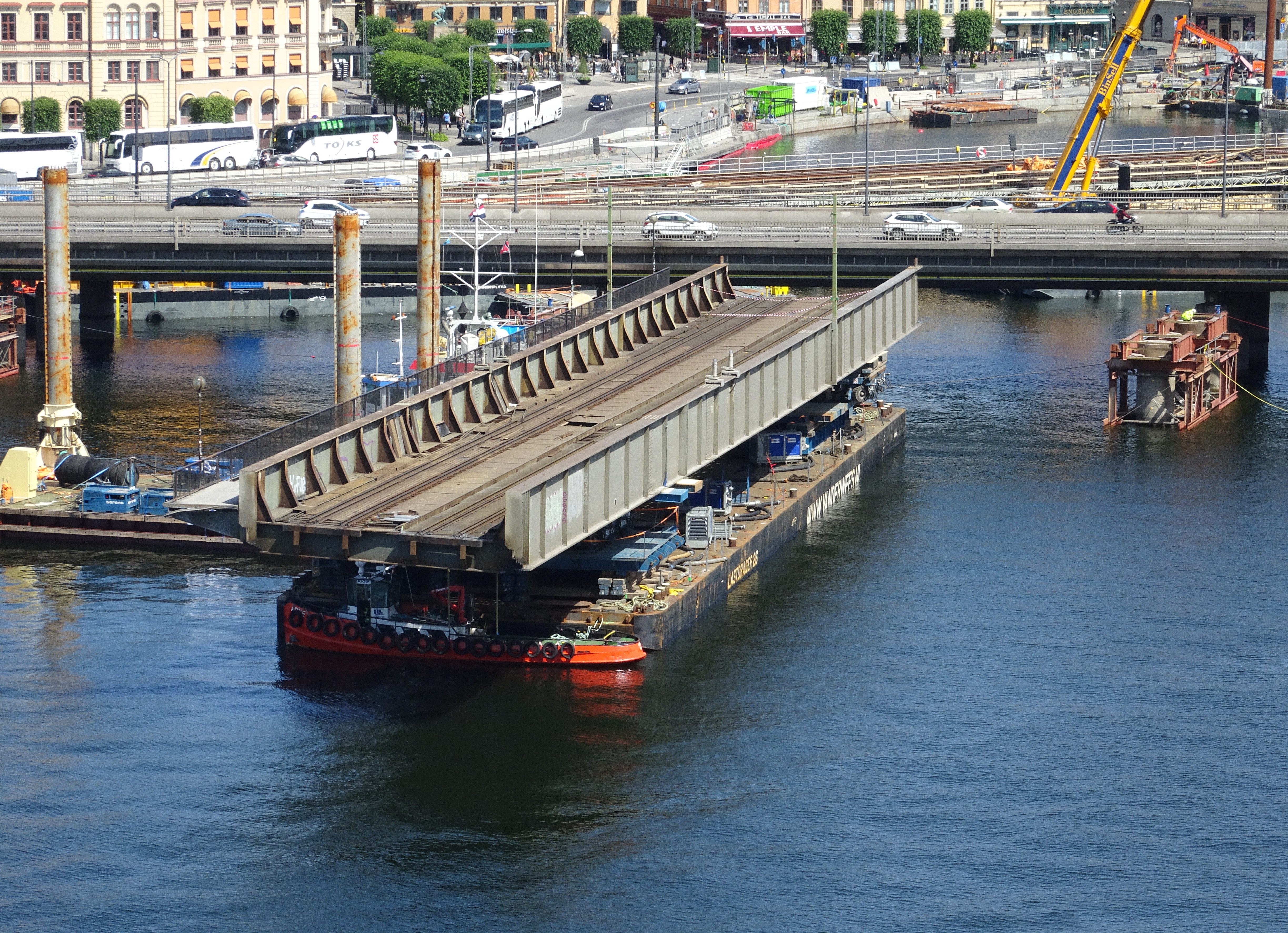
Demontering av gamla bron över Söderström i juni 2019.
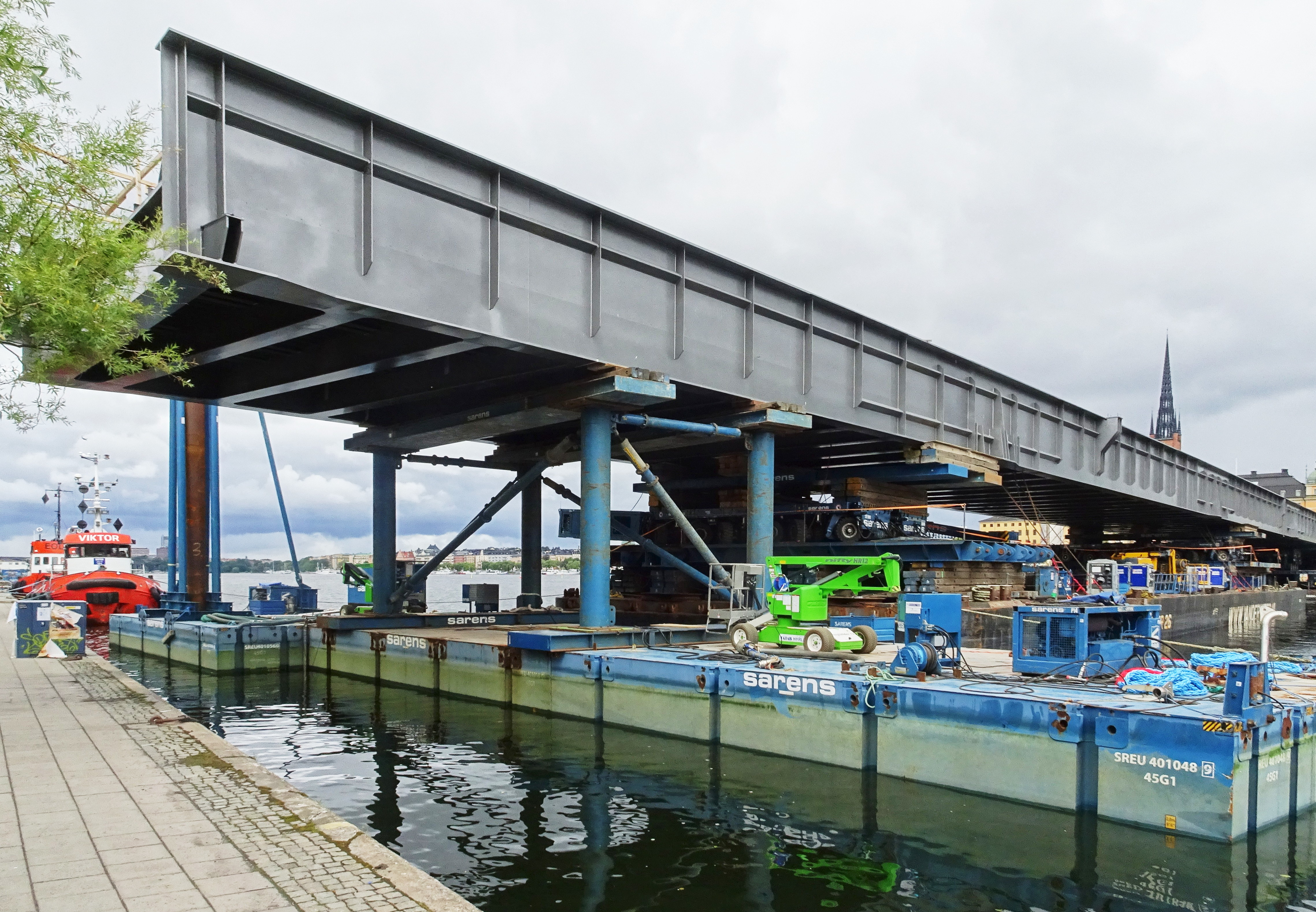
Ny stålbro över Söderström bogseras på plats i juli 2019.

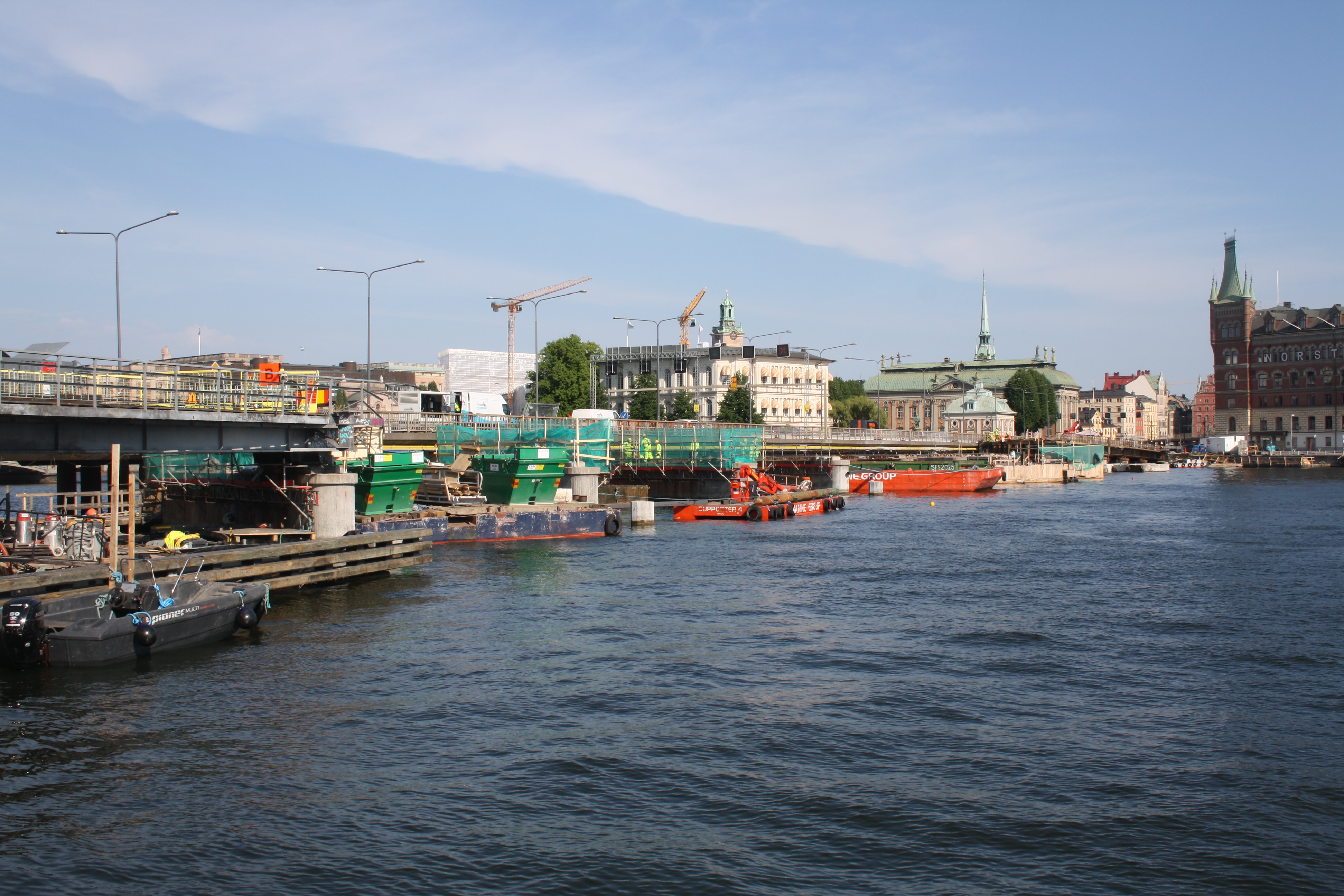
Bron över Norrström nästan helt demonterad i juni 2020.
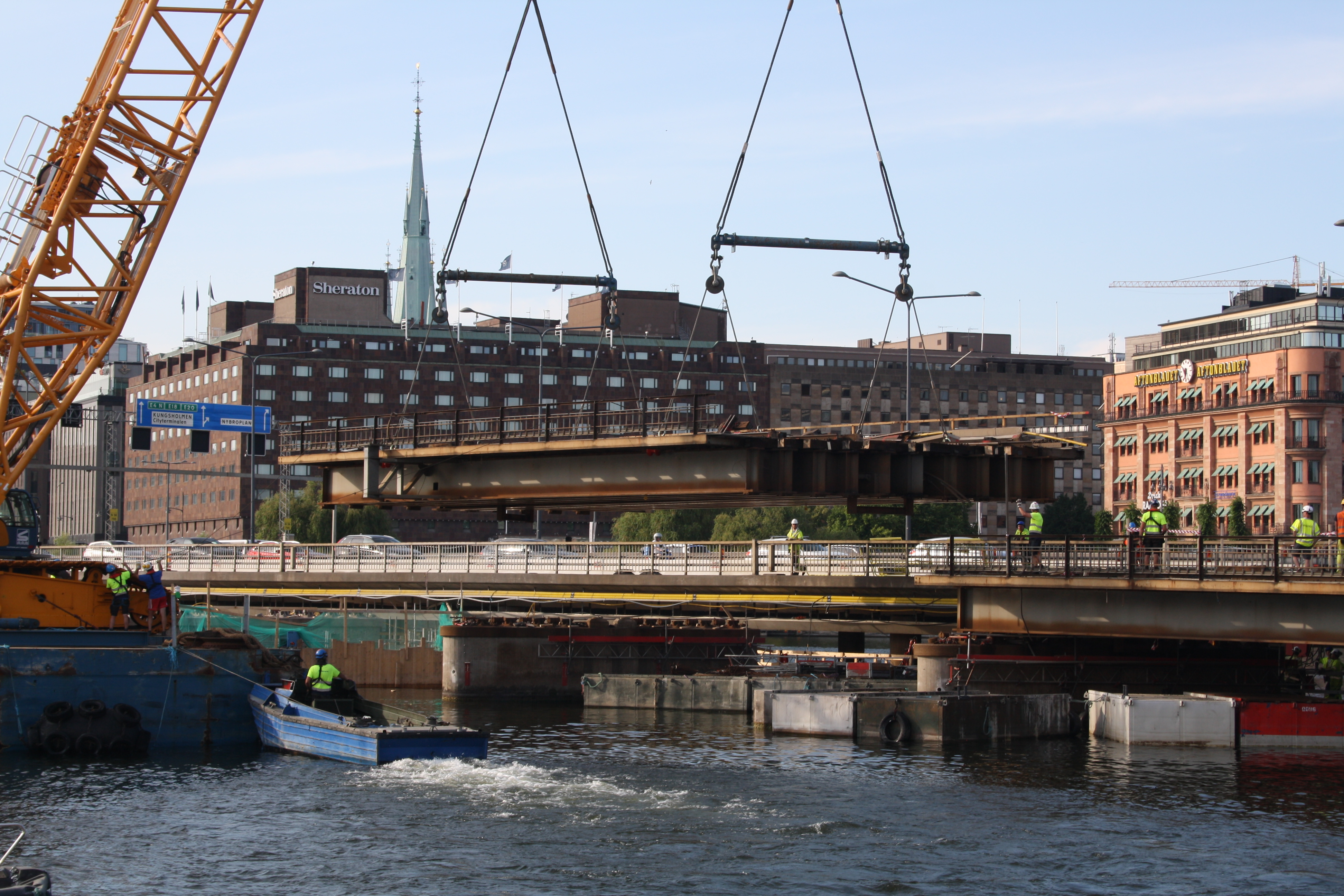
Ytterligare en brosektion lyfts bort av mobilkran i juni 2020.
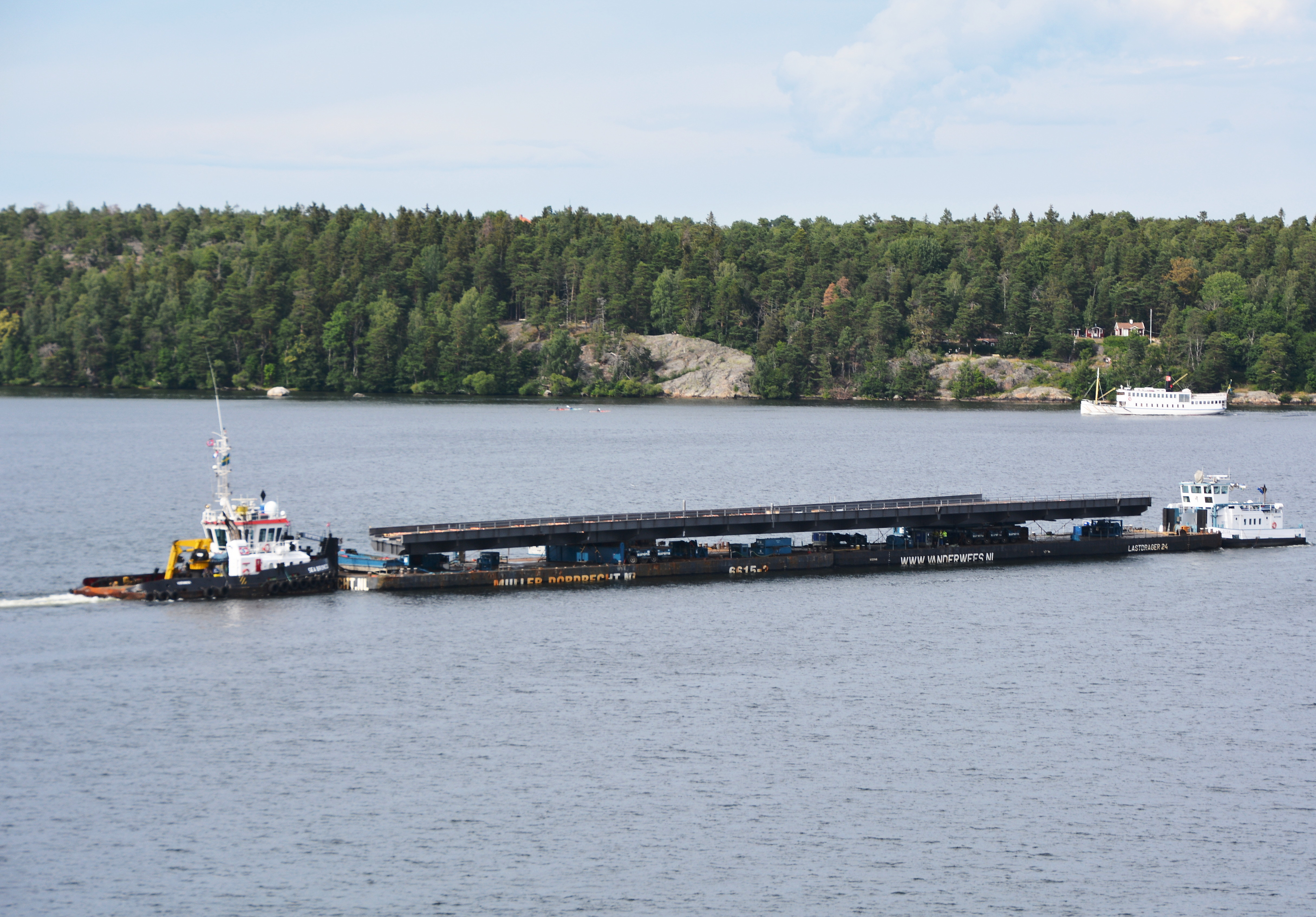
Bogsering av brodel på Mälaren i juli 2020.
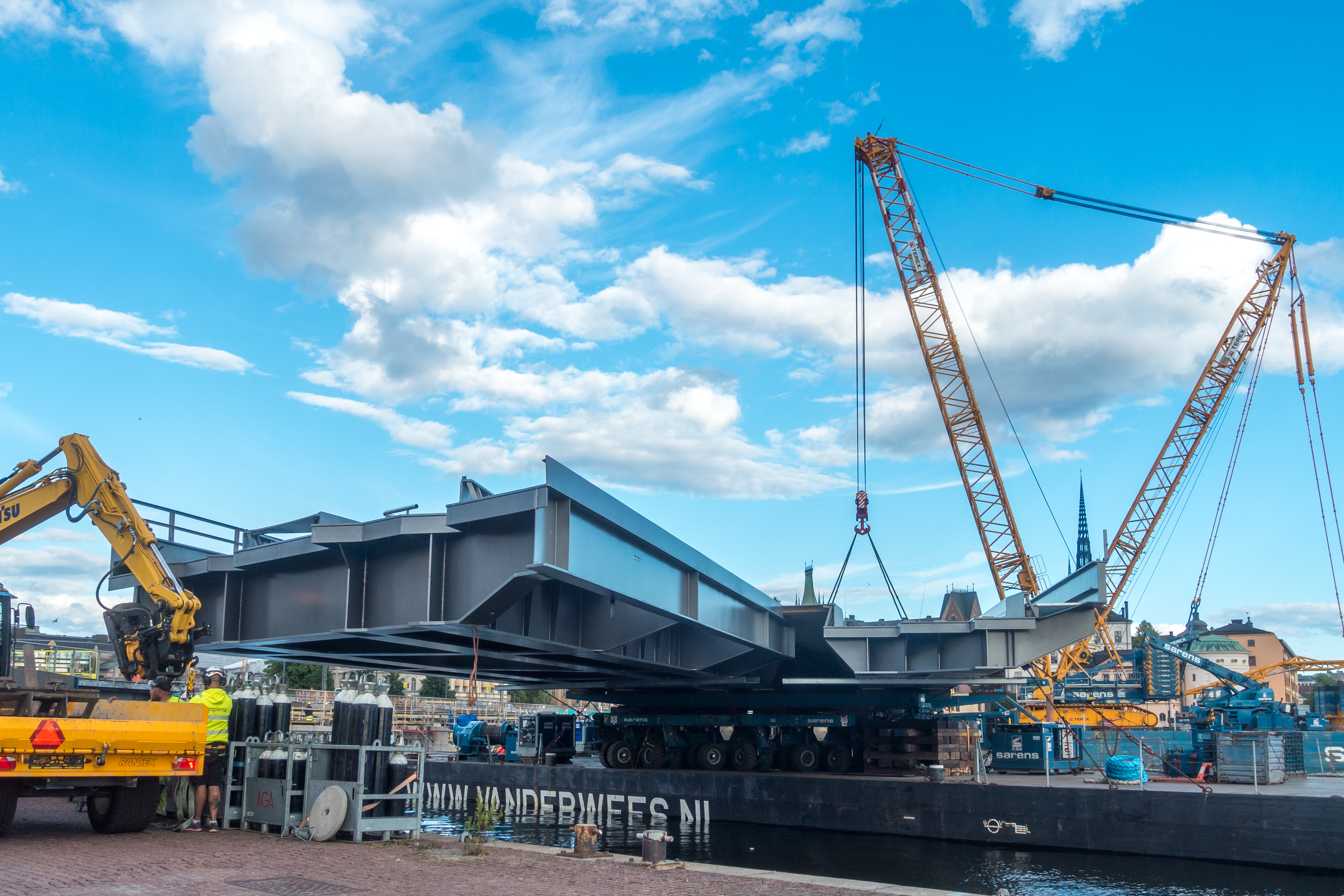
Nya Norrströmsbron monteras i juli 2020.

## Tunnelbanan

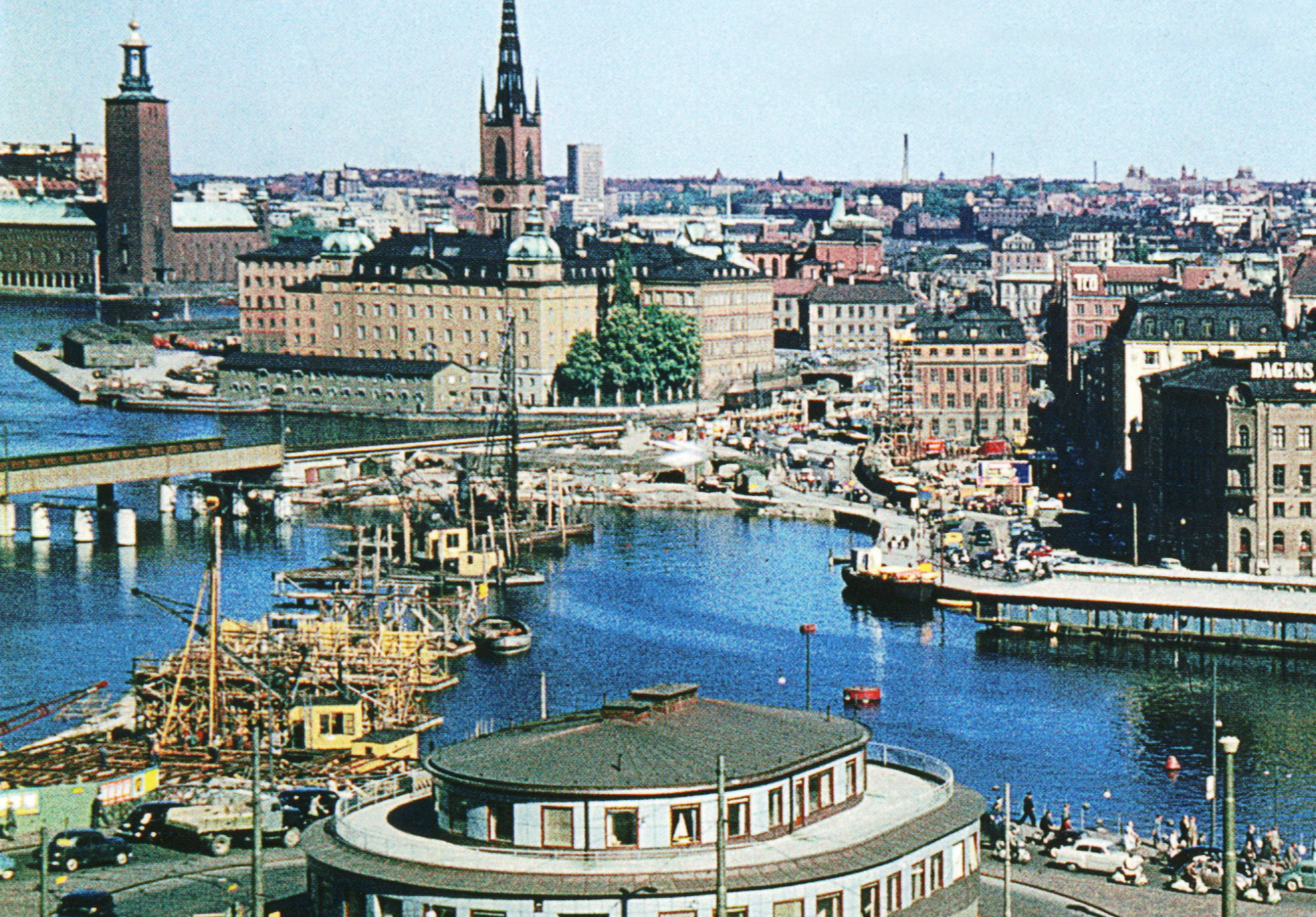
Söderströmsbron under uppförande, sommaren 1956.

Den så kallade Västra tunnelbanan öppnades 1952 mellan Hötorget och Vällingby. Då fanns i Stockholm två separata tunnelbanor utan förbindelse med varandra, ungefär som förhållandet varit vid järnvägen nästan 100 år tidigare. Färdigställandet av den centrala delen av projektet genom Gamla stan och City i samband med Norrmalmsregleringen var tidskrävande och det skulle dröja fem år tills 24 november 1957 innan förbindelsen kunde öppnas för trafiken. Då invigdes även Söderströmsbron som går mellan stationerna Slussen och Gamla stan. Bron och spårområdet genomgick en upprustning under åren 2015–2019.
Sträckan innehöll stationerna T-Centralen och Gamla stan. På grund av likheterna med det ursprungliga projektet kallades även tunnelbanebygget för ”Sammanbindningsbanan”. Eftersom den numera är en integrerad del av T-bana 1 (gröna linjen) har inte heller det begreppet någon praktisk användning. Parallellt går röda linjen som öppnades genom centrum 1964 (Röda linjen förbereddes på Sammanbindningsbanan redan från början). 
Tunnelbanans sammanbindningsbana trafikeras med cirka 330 000 resor dagligen (2014), vilket gör den till en av de mest trafikerade sträckorna i hela kollektivtrafiksystemet i Stockholm.

### Nutida bilder, tunnelbana

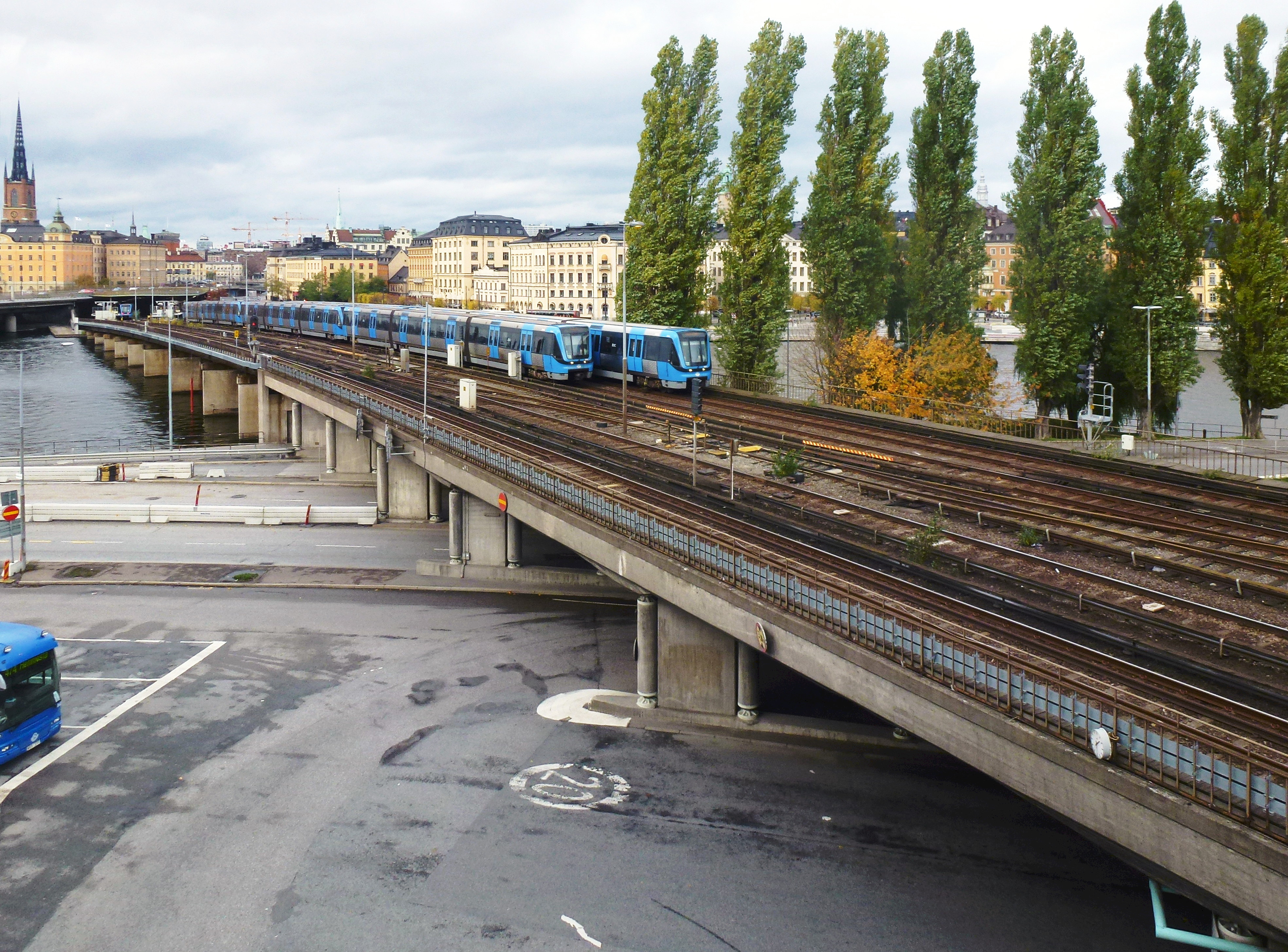
Söderströmsbron oktober 2014
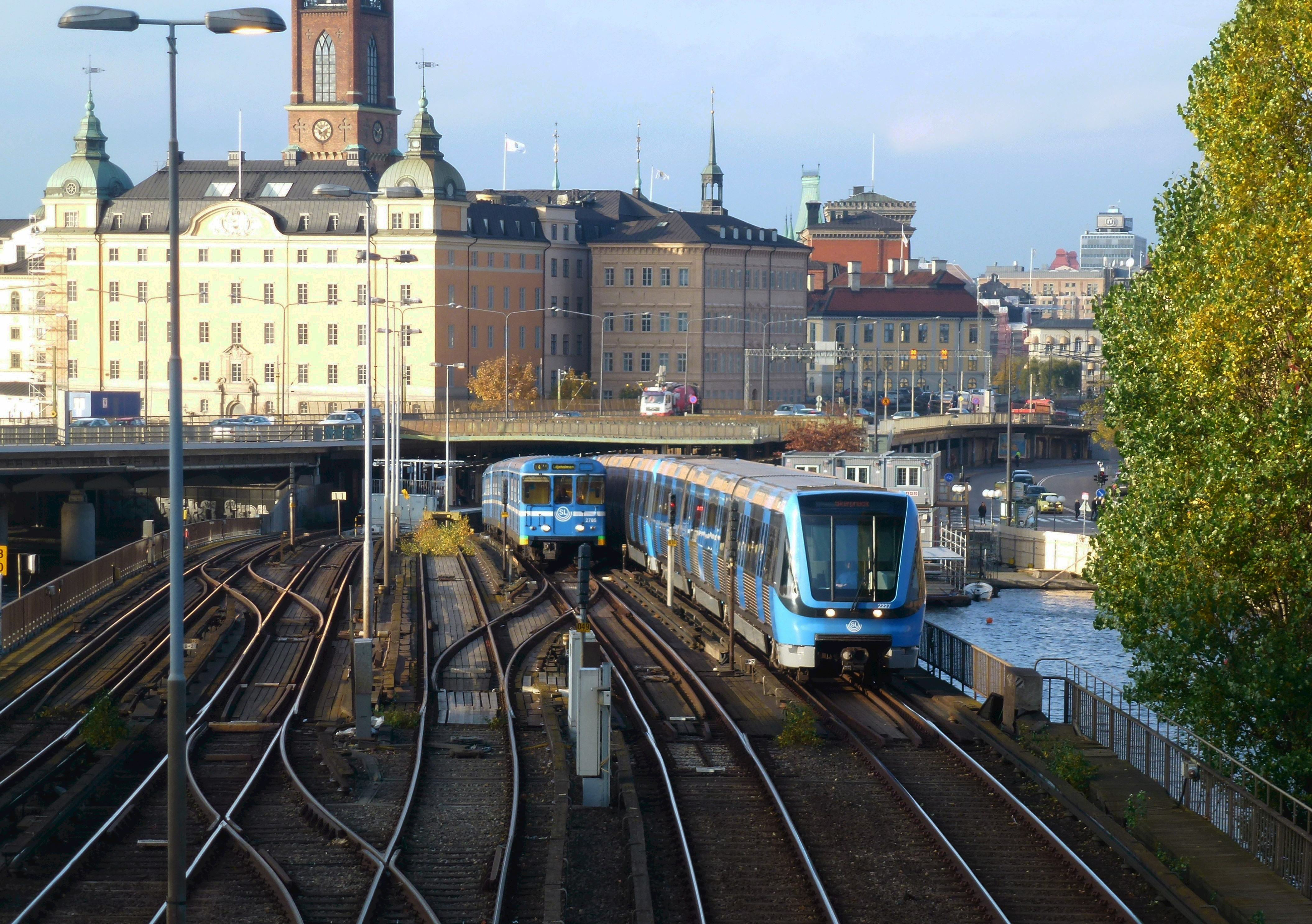
Söderströmsbron oktober 2014
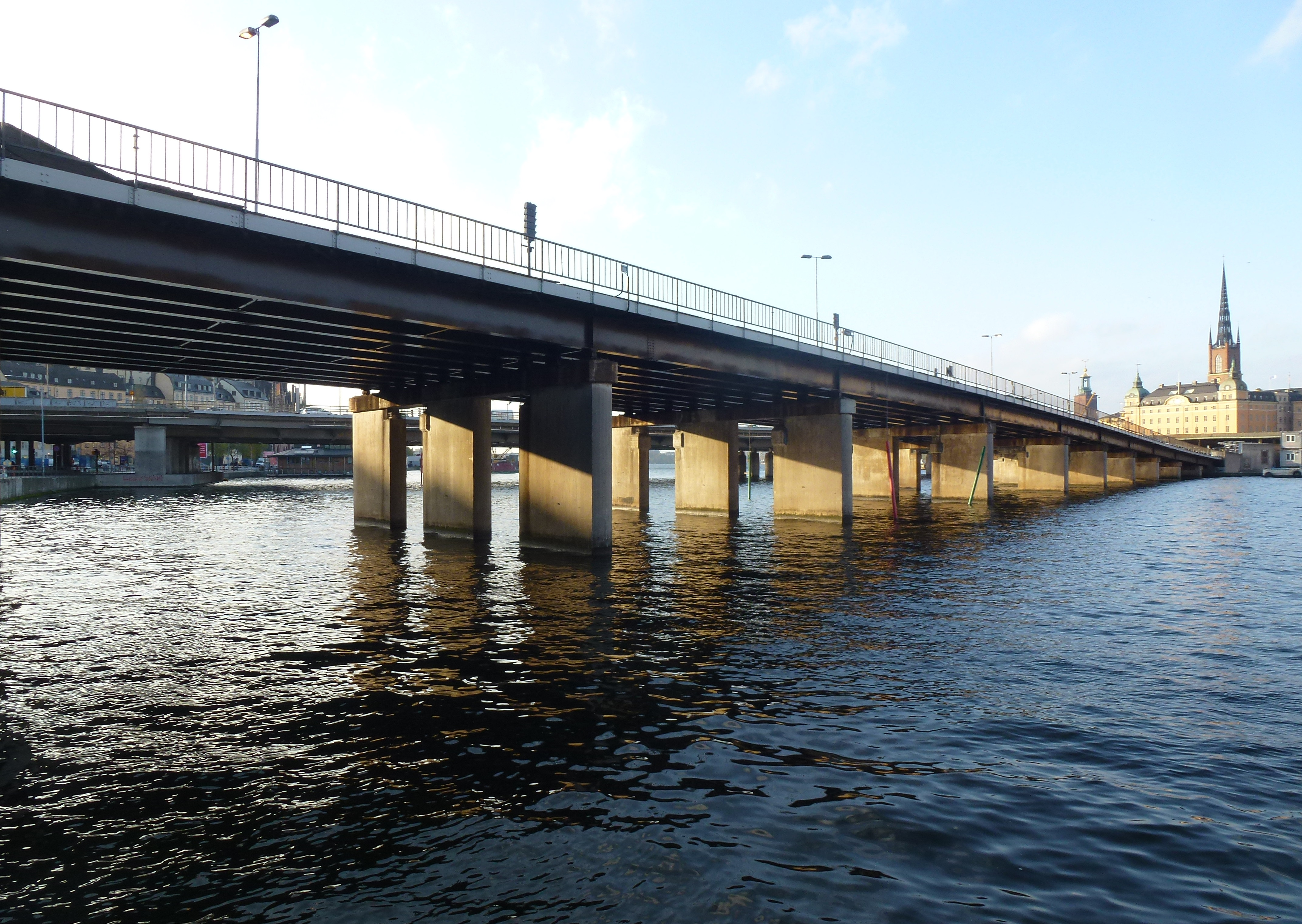
Söderströmsbron oktober 2014
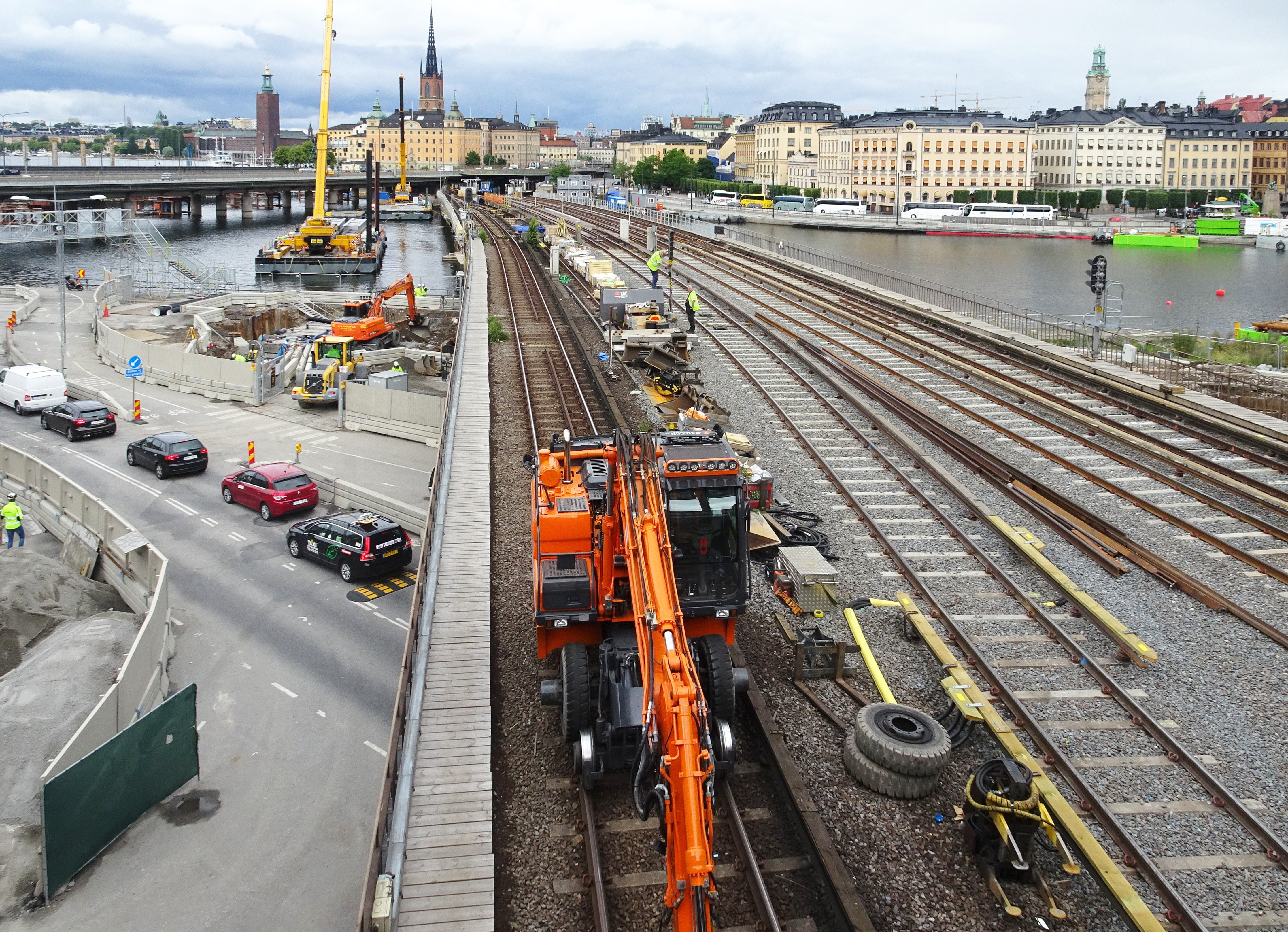
Söderströmsbron renovering 2019

## Citybanan
Citybanan är en ny ”sammanbindningsbana” med ett tredje och fjärde järnvägsspår. Den är avsedd enbart för pendeltåg. Citybanan ligger i tunnel hela sträckningen. Byggstart var i januari 2009 och den öppnades 10 juli 2017.

## Referenser

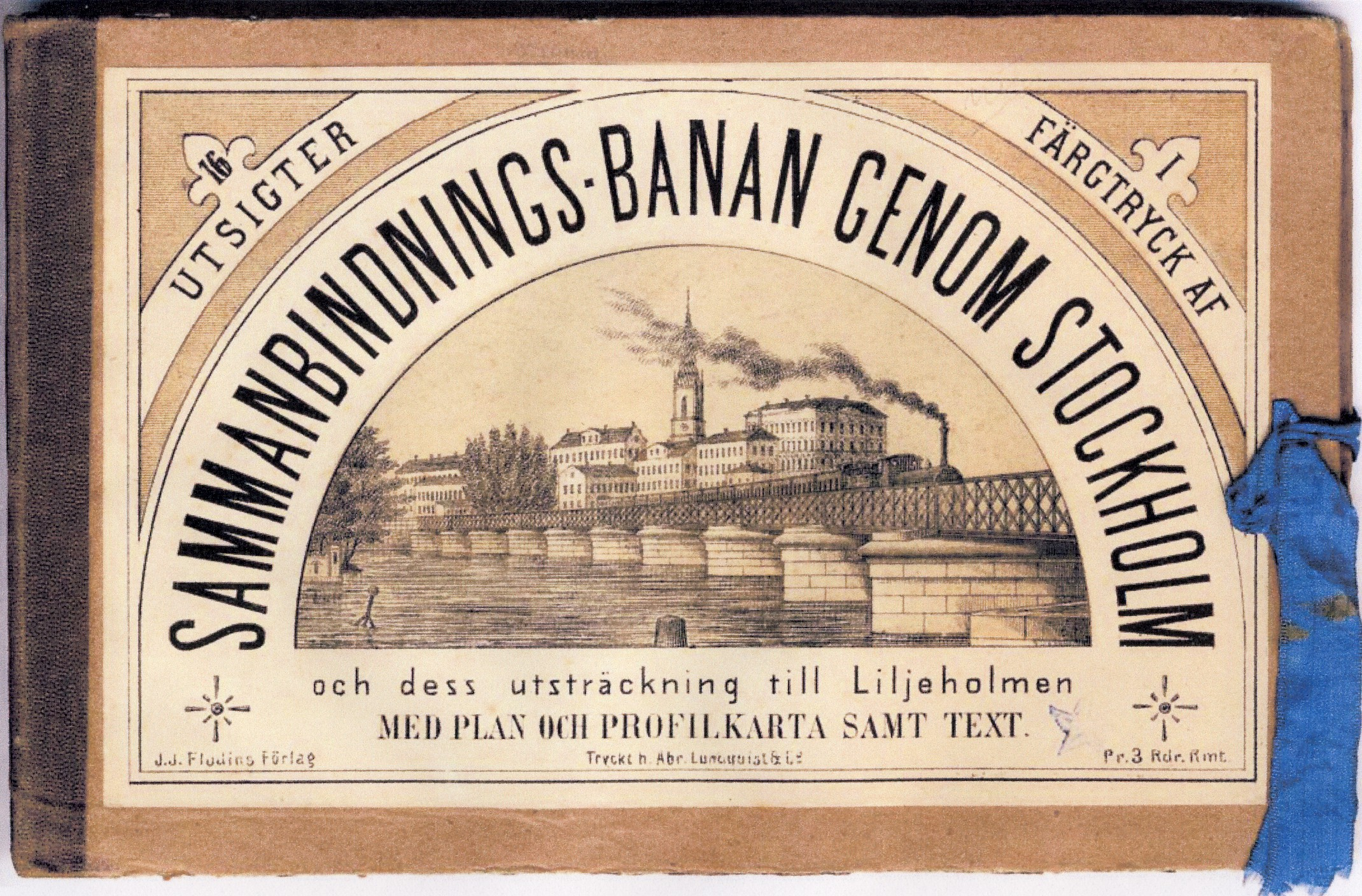
"Sammanbindningsbanan" i en bildband från 1870. Se hela boken på Stockholmskällan.